# Sabine Ploner
Sabine Ploner (* 11. März 1967, verheiratete Sabine Aberer) ist eine österreichische Badmintonspielerin. 

## Karriere
Ploner gewann 1987 ihre ersten beiden nationalen Titel in Österreich. 21 weitere folgten bis 1996. Bei der Weltmeisterschaft 1989 wurde sie 33. Die Malta International 1992 konnte sie siegreich für sich gestalten.

## Sportliche Erfolge
| Saison | Veranstaltung                                  | Disziplin   | Platz | Name                                 |
| ------ | ---------------------------------------------- | ----------- | ----- | ------------------------------------ |
| 1986   | Österreich: Einzelmeisterschaften der Junioren | Damendoppel | 1     | Sabine Ploner / Helga Schönbauer     |
| 1987   | Österreich: Einzelmeisterschaft                | Dameneinzel | 1     | Sabine Ploner                        |
| 1987   | Österreich: Einzelmeisterschaft                | Damendoppel | 1     | Sabine Ploner / Gabriele Kumpfmüller |
| 1988   | Österreich: Einzelmeisterschaft                | Damendoppel | 1     | Sabine Ploner / Gabriele Kumpfmüller |
| 1988   | Österreich: Einzelmeisterschaft                | Dameneinzel | 1     | Sabine Ploner                        |
| 1988   | Österreich: Einzelmeisterschaft                | Mixed       | 1     | Klaus Fischer / Sabine Ploner        |
| 1989   | Österreich: Einzelmeisterschaft                | Damendoppel | 1     | Sabine Ploner / Brigitte Wastl       |
| 1989   | Österreich: Einzelmeisterschaft                | Dameneinzel | 1     | Sabine Ploner                        |
| 1989   | Österreich: Einzelmeisterschaft                | Mixed       | 1     | Klaus Fischer / Sabine Ploner        |
| 1989   | Weltmeisterschaft                              | Damendoppel | 33    | Sabine Aberer / Brigitte Langthaler  |
| 1990   | Österreich: Einzelmeisterschaft                | Damendoppel | 1     | Sabine Ploner / Sigrun Ploner        |
| 1990   | Österreich: Einzelmeisterschaft                | Dameneinzel | 1     | Sabine Ploner                        |
| 1990   | Österreich: Einzelmeisterschaft                | Mixed       | 1     | Klaus Fischer / Sabine Ploner        |
| 1991   | Österreich: Einzelmeisterschaft                | Mixed       | 1     | Heinz Fischer / Sabine Ploner        |
| 1991   | Österreich: Einzelmeisterschaft                | Dameneinzel | 1     | Sabine Ploner                        |
| 1991   | Österreich: Einzelmeisterschaft                | Damendoppel | 1     | Sabine Ploner / Sigrun Ploner        |
| 1992   | Österreich: Einzelmeisterschaft                | Damendoppel | 1     | Sabine Ploner / Sigrun Ploner        |
| 1992   | Österreich: Einzelmeisterschaft                | Dameneinzel | 1     | Sabine Ploner                        |
| 1992   | Österreich: Einzelmeisterschaft                | Mixed       | 1     | Heinz Fischer / Sabine Ploner        |
| 1992   | Malta International                            | Mixed       | 1     | Kai Abraham / Sabine Ploner          |
| 1993   | Österreich: Einzelmeisterschaft                | Damendoppel | 1     | Sabine Ploner / Sigrun Ploner        |
| 1993   | Österreich: Einzelmeisterschaft                | Mixed       | 1     | Heinz Fischer / Sabine Ploner        |
| 1994   | Österreich: Einzelmeisterschaft                | Damendoppel | 1     | Sabine Ploner / Sigrun Ploner        |
| 1995   | Österreich: Einzelmeisterschaft                | Damendoppel | 1     | Sabine Ploner / Sigrun Ploner        |
| 1996   | Österreich: Einzelmeisterschaft                | Damendoppel | 1     | Sabine Ploner / Verena Fastenbauer   |
| 1996   | Österreich: Einzelmeisterschaft                | Mixed       | 1     | Heinz Fischer / Sabine Ploner        |